# Bastide (Pireneje Wschodnie)
Bastide – miejscowość i gmina we Francji, w regionie Oksytania, w departamencie Pireneje Wschodnie.
Według danych na rok 1990 gminę zamieszkiwały 64 osoby, a gęstość zaludnienia wynosiła 4 osoby/km² (wśród 1545 gmin Langwedocji-Roussillon Bastide plasuje się na 837. miejscu pod względem liczby ludności, natomiast pod względem powierzchni na miejscu 497.).

## Populacja

Populacja Bastide w latach 1962–2008